# Linda Rombouts
Linda Rombouts (Antwerpen, 22 juli 1953) is een Belgische voormalige langebaanschaatsster.

## Biografie
Rombouts was op drie ISU kampioenschappen de eerste Belgische vertegenwoordigster. In 1972 nam ze op 18-jarige leeftijd deel aan het Europees kampioenschap voor vrouwen dat vanaf 1970 werd georganiseerd. In Inzell werd ze 24e en liet alleen de Française Sylvie Chevauchet achter zich. In 1973 was ze present op het eerste WK Junioren voor meisjes dat in Assen plaatsvond. Hier bereikte ze geen eindklassering vanwege een diskwalificatie op de 1500 meter. In 1974 nam ze deel aan de 35e editie van het WK Allround voor vrouwen in Heerenveen, ze klasseerde zich uiteindelijk als 26e en wist drie concurrenten voor te blijven.
In 1976 was ze ook de eerste Belgische vrouw die deelnam aan de schaatswedstrijden op de Olympische Spelen. In Innsbruck nam ze deel aan de 500, 1500 en 3000 meter. Op de 1000 meter, hoewel ingeschreven, startte ze niet.
In de seizoenen 1988/89 en 1990/91 nam ze inmiddels al op gevorderde leeftijd nog deel aan wereldbekerwedstrijden in Inzell en Berlijn. In 2007 nam ze, inmiddels 53 jaar, als veterane deel aan de Belgische kampioenschappen schaatsen allround die op 14 en 15 december in Breda plaatsvonden. Haar enige concurrentes waren Nele Armée en de jeugdige Eline Emmers. Haar tijden op dit kampioenschap waren 53,98 op de 500 meter, 1.47,11 op de 1000 meter, 2.44,22 op de 1500m en 5.51,15 op de 3000m. Dit was genoeg voor een zilveren medaille.

## Persoonlijke records
| Afstand    | Tijd    | Datum            | Baan      |
| ---------- | ------- | ---------------- | --------- |
| 500 meter  | 46,00   | 26 februari 1990 | Collalbo  |
| 1000 meter | 1.32,08 | 28 februari 1990 | Collalbo  |
| 1500 meter | 2.19,07 | 30 december 1989 | Collalbo  |
| 3000 meter | 4.57,04 | 4 januari 1990   | Inzell    |
| 5000 meter | 9.13,73 | 11 februari 1989 | Eindhoven |

## Kampioenschap resultaten
| Kampioenschap          | 500m       | 1000m        | 1500m        | 3000m        | Klassement   |
| ---------------------- | ---------- | ------------ | ------------ | ------------ | ------------ |
| EK Allround 1972       | 49,61 (25) | 1.40,26 (24) | 2.34,39 (24) |              | 151,203 (24) |
| WK Junioren 1973       | 49,86 (23) | 1.43,69 (16) | dq           |              | 101,705 (dq) |
| WK Allround 1974       | 48,51 (21) | 1.37,02 (26) | 2.31,34 (26) |              | 147,467 (26) |
| Olympische Spelen 1976 | 48,31 (27) | ns           | 2.32,96 (26) | 5.10,35 (26) |              |

 dq = gediskwalificeerd, ns = niet gestart 